# Perro de pastor vasco
Perro de pastor vasco är en hundras från den spanska regionen Baskien. Den är en vallande herdehund som tros stå närmast berger des pyrénées. Man tror också att den delvis kan ligga till grund för den amerikanska vallhundsrasen australian shepherd. Rasen är inte erkänd av Fédération Cynologique Internationale (FCI) men är nationellt erkänd av den spanska kennelklubben Real Sociedad Canina en España (RSCE) sedan 1996.